# Yébel Arkenu
Yébel Arkenu es una formación granítica de 15 kilómetros de ancho y oasis estacional situado en el desierto de Libia y a 1500 kilómetros de Trípoli. De origen volcánico, consta de varias colinas circulares superpuestas, posiblemente producto de la presión de las cámaras magmáticas subterráneas. Formaciones similares pueden encontrarse en todo el Sáhara.